# خاكة
خاكة (بالإنجليزية: Khakeh)‏ هي قرية تقع في قسم كناررودخانه الريفي في إيران. يقدر عدد سكانها بـ 23 نسمة بحسب إحصاء 2016.